# Allodape microsticta
Allodape microsticta là một loài Hymenoptera trong họ Apidae. Loài này được Cockerell mô tả khoa học năm 1934.
Loài này phân bố ở Zimbabwe.